# Beton (Siman)
Beton is een bestuurslaag in het regentschap Ponorogo van de provincie Oost-Java, Indonesië. Beton telt 2802 inwoners (volkstelling 2010).